# Caucciù

Struttura chimica del poliisoprene 1.4 cis (caucciù)

Il caucciù (dal checiua kawchu) anche chiamato gomma naturale o poliisoprene naturale; è un materiale idrocarburico polimerico ottenuto dall'estrazione del lattice di alcune piante; un esempio particolare è quello ottenuto attraverso il procedimento di coagulazione del lattice estratto dall'Hevea brasiliensis. È un elastomero amorfo formato per addizione 1,4-cis dell'isoprene. Un isomero di un'altra famosa gomma di origine naturale è la guttaperca.

## Storia

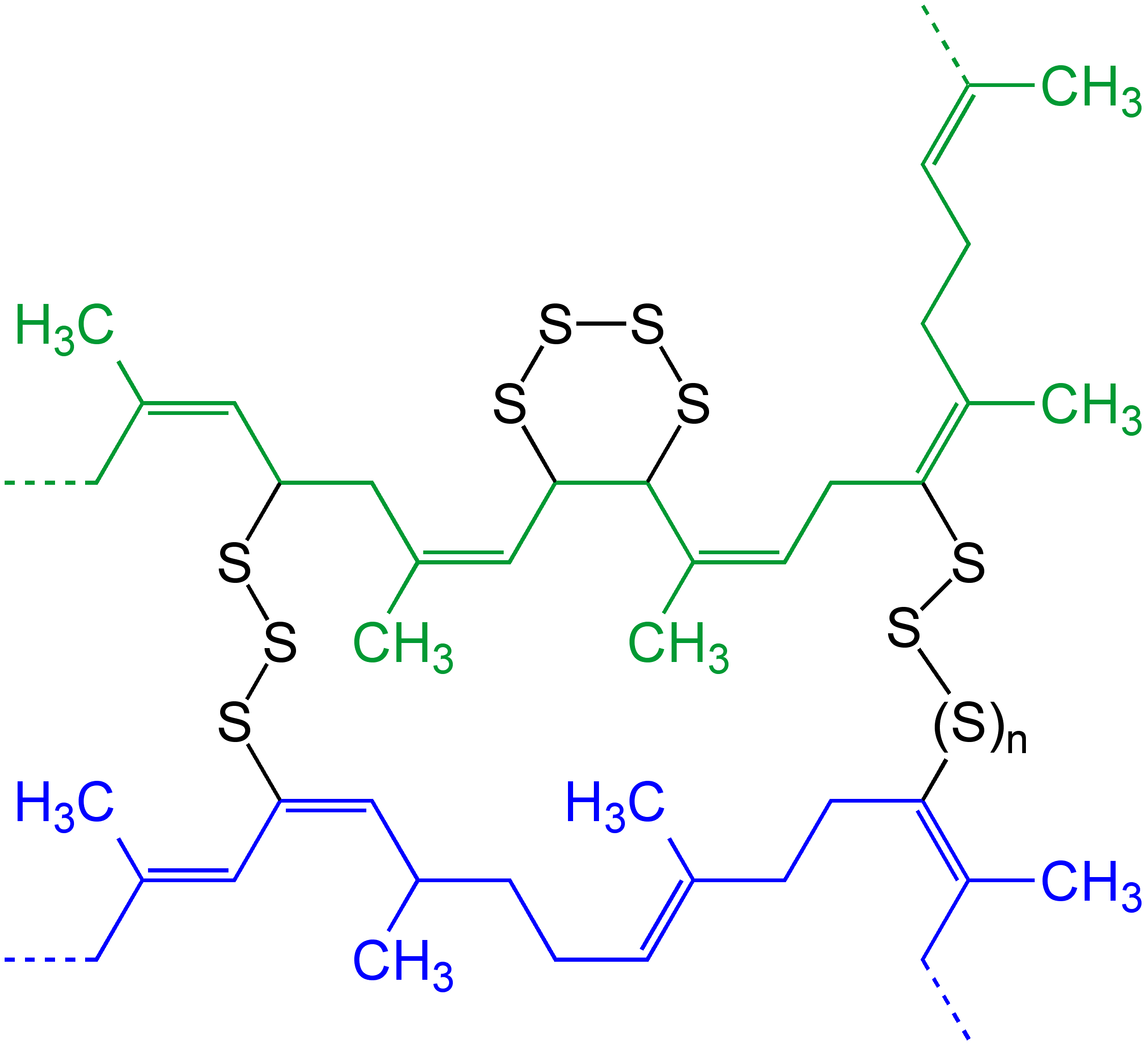
Rappresentazione schematica di due catene molecolari di caucciù (blu e verde) legate da ponti di atomi di zolfo.

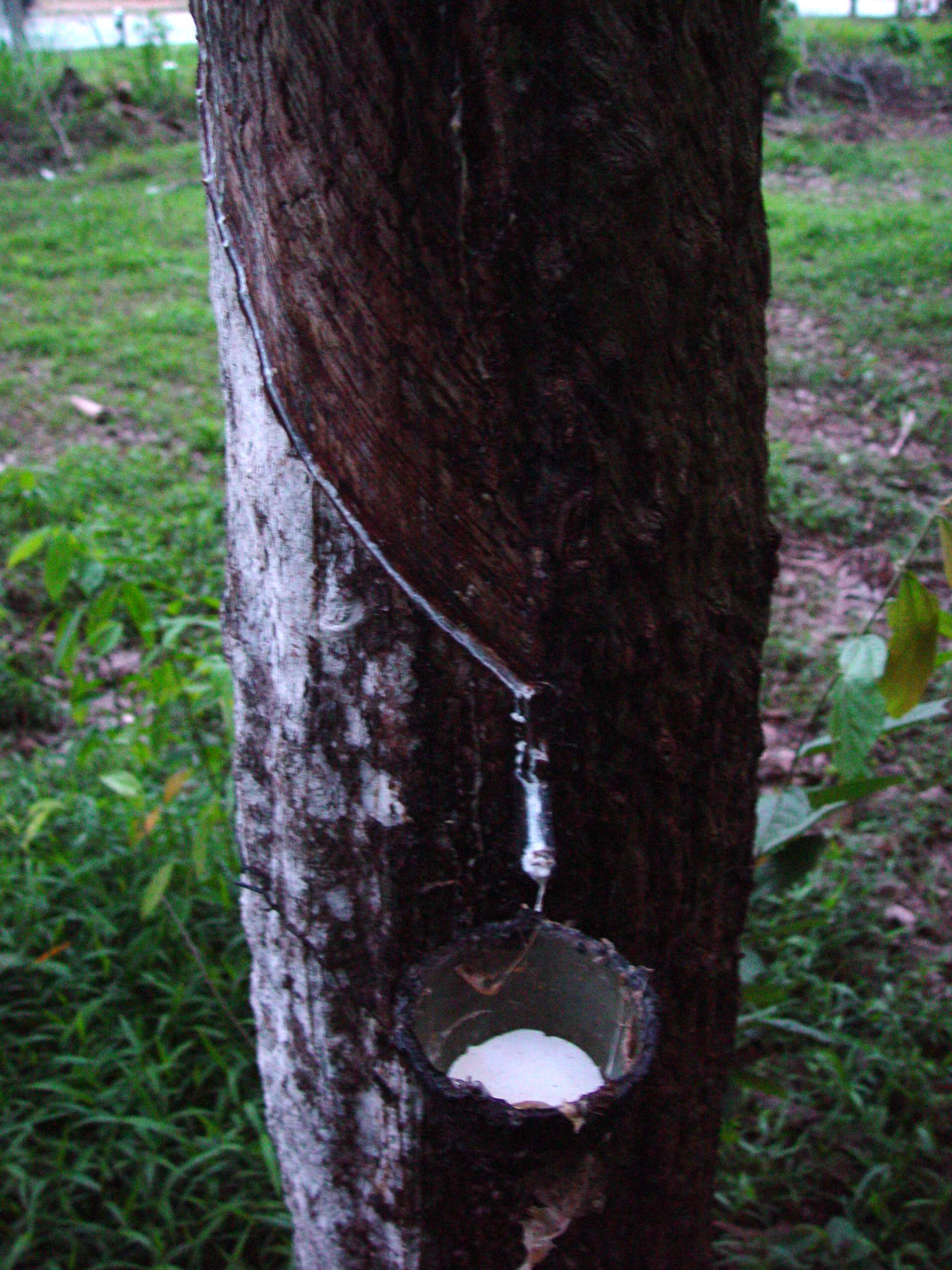
Estrazione del lattice da un albero tropicale.

Il termine "caucciù" è l'italianizzazione per adattamento linguistico del corrispondente termine francese caoutchouc, ancora presente come prestito linguistico nel 1905. La produzione era solo da piante selvatiche del bacino del Rio delle Amazzoni e la grande richiesta portò ricchezza a pochi speculatori che sfruttavano masse di disperati che si occupavano della raccolta del lattice in condizioni proibitive. Con l'avvio di piantagioni nel Sud-est asiatico, la raccolta del caucciù spontaneo crollò, salvo brevi parentesi, come durante la seconda guerra mondiale. Fu tentata la coltivazione dell'Hevea anche in Africa, ma i risultati si sono rivelati più modesti. Fu portato per la prima volta in Europa da Charles Marie de La Condamine nel 1736.

## Vulcanizzazione
Il caucciù, un polimero amorfo dotato di scarse proprietà meccaniche, non è concretamente utilizzabile di per sé. La vulcanizzazione, attribuita storicamente alla scoperta di Charles Goodyear, che ha ottenuto il brevetto nel 1844, è stato il primo processo chimico che ha permesso di rendere la gomma naturale realmente impiegabile in applicazioni pratiche. Consiste nell'addizione di zolfo (o altri additivi con effetto analogo) che rompe alcuni dei doppi legami presenti nella struttura delle molecole, e legano due catene formando un ponte detto cross-link. La formazione di più cross-link tra più molecole blocca la struttura generando una fitta rete di legami elastici che sopportano la deformazione o la trazione dell'oggetto di cui fanno parte, ma quando la sollecitazione cessa, la rete molecolare permette al materiale di riacquisire la forma originaria.

## Produzione
| I maggiori produttori di gomma naturale nel 2018 | I maggiori produttori di gomma naturale nel 2018 |
| Paese                                            | Produzione (tonnellate)                          |
| ------------------------------------------------ | ------------------------------------------------ |
| Thailandia                                       | 4.744.250                                        |
| Indonesia                                        | 3.630.268                                        |
| Vietnam                                          | 1.137.725                                        |
| India                                            | 978.317                                          |
| Cina                                             | 824.000                                          |
| Malaysia                                         | 781.996                                          |
| Costa d'Avorio                                   | 461.000                                          |
| Filippine                                        | 423.371                                          |
| Guatemala                                        | 349.546                                          |
| Birmania                                         | 212.949                                          |
| Brasile                                          | 199.870                                          |
| Nigeria                                          | 145.150                                          |

## Il caucciù nel cinema
- The Rubber Industry of the Amazon, documentario/cortometraggio del 1911 prodotto dalla Selig Polyscope
- Fitzcarraldo, lungometraggio del 1982 scritto e diretto da Werner Herzog
- Civiltà perduta, film del 2016 diretto da James Gray.